# Clublife by Tiësto
Clublife by Tiësto (voorheen: Tiësto's Club Life) is een radioprogramma] op de Nederlandse zender Radio 538 dat wordt gepresenteerd door Tiësto. Het programma wordt uitgezonden op zondag tussen 01.00 en 02.00 uur. Tijdens het programma wordt een mix van toegankelijke platen gedraaid. 

## Geschiedenis
Vanaf 6 april 2007 werd Tiësto's Club Life voor het eerst uitgezonden op Radio 538 en het werd uitgezonden op vrijdag tussen 22.00 en 00.00 uur. 
Vanaf 3 april 2011 was Tiësto's Club Life te horen bij BNN op 3FM en dan op zondag tussen 00.00 en 02.00 uur. Op 28 maart 2015 maakte Tiësto de uitzending voor het laatst op 3FM.
Hij maakte op 29 april 2015 bekend dat hij per 1 mei terugkeert bij Radio 538. Vanaf 7 juli 2019 werd de uitzending van tijdslot verplaatst van vrijdagnacht naar zaterdagnacht.
Het tweede uur, dat tot juli 2019 bestond, was gereserveerd voor nieuwe nummers, mash-ups en remixen van allerlei stijlen (van minimal techno tot house). Ook werd wekelijks een zogenaamde Tiësto’s Classic gespeeld en kreeg een opkomend DJ-talent de kans om zichzelf te bewijzen in het onderdeel 15 minutes of fame.
Buiten Nederland zenden ook diverse radioprogramma's het syndicated uit.
Huidige programma's: Domien (NPO 3FM) · Eva (NPO 3FM) · Eva en Giel (NPO 3FM) · Franks feestje (NPO 3FM) · Harm dB (NPO 3FM) · Nachtbrakers (NPO Radio 1)  · De Overnachting (NPO Radio 1) · Sanderdome (NPO 3FM) · Slapen is voor Losers! (NPO 3FM) · Start (NPO Radio 1) · That's Live (NPO 3FM) · Thijs (NPO 3FM) · De Weekendshow (NPO Radio 2) · De Wereld van BNN (NPO Radio 1)
Voormalige programma's: @Work · Alle 40 goed! · BNN Today · Coen en Sander Show · Club Ajouad · CroisSanderShow · Dit is Domien · Het Huis Van De Heer · Live vanuit Klazienaveen · Klaarwakker Kristel · Muijs In Het Huis · Open Radio met Timur en Rámon · Het Platenpaleis · Rámon, met een streepje op de A · ruuddewild.nl · Sanderdaynight · Tiësto's Club Life · Timur · Vrij · Wout! · Zoëyzo